# Josef Lucas
Josef Lucas (* 28. Februar 1906 in Paderborn; † 24. November 1973 ebenda) war ein deutscher Architekt.

## Leben
Josef Lucas, ein Neffe des Malers Willy Lucas, studierte ab 1928 bei Dominikus Böhm an den Kölner Werkschulen, ab 1929 bei Peter Behrens an der Akademie der bildenden Künste Wien und ab 1931 bei Clemens Holzmeister an der Kunstakademie Düsseldorf. 1932 begann er, als Architekt in seiner Heimatstadt Paderborn zu arbeiten. Dort war er lange im Büro des Diözesanbaumeisters Kurt Matern beschäftigt. Später betätigte Lucas sich auch als Maler und Bildhauer.
In Paderborn war 1935 St. Georg sein erster Großauftrag für ein Kirchengebäude. Alois Fuchs, der sich als Vertreter der Kirchenbaukommission besonders für junge Künstler einsetzte, beriet Lucas dabei.
Als eins seiner Hauptwerke gilt Heilig Kreuz in Detmold, für die er bereits 1936 einen Entwurf vorgelegt hatte, der nicht ausgeführt wurde. Ein neuer Entwurf wurde 1948 bei der Ausstellung Christliche Kunst der Gegenwart in Köln gezeigt und 1950/1951 in überarbeiteter Form umgesetzt.
Bis Ende der 50er Jahre entwarf Lucas mehrere Kirchengebäude im Erzbistum Paderborn. Ab 1957 war er in der Abteilung Architektur der Staatlichen Werkkunstschule Kassel tätig, an deren Neubau er 1964 beteiligt war.

## Bauten (Auswahl)
| Bild                        | Bauzeit   | Bauwerk                                           | Ort                                | Beschreibung                             |
| --------------------------- | --------- | ------------------------------------------------- | ---------------------------------- | ---------------------------------------- |
|                             | 1936–1937 | St. Georg                                         | Paderborn                          | Neubau                                   |
| St. Georg in Oberntudorf    | 1936–1937 | St. Georg                                         | Salzkotten-Oberntudorf             | Erweiterung der romanischen Kirche       |
| Christkönig in Bredelar     | 1946–1947 | Christkönig                                       | Marsberg-Bredelar                  | Neubau                                   |
| St. Michael in Neheim       | 1950–1951 | St. Michael                                       | Arnsberg-Neheim                    |                                          |
|                             | 1950–1952 | Bereich Abdinghof                                 | Paderborn                          | Neugestaltung nach Kriegszerstörung      |
| Heilig Kreuz in Detmold     | 1950–1951 | Heilig Kreuz                                      | Detmold                            | Neubau mit Herman Gehrig                 |
| St. Joseph in Mastbruch     | 1952      | St. Joseph                                        | Paderborn-Schloß Neuhaus-Mastbruch | Neubau                                   |
| St. Kilian in Schötmar      | 1954      | St. Kilian                                        | Bad Salzuflen-Schötmar             | Neubau                                   |
| St. Heinrich in Paderborn   | 1954–1955 | St. Heinrich                                      | Paderborn                          | Neubau                                   |
|                             | 1956      | St. Vitus                                         | Marsberg-Erlinghausen              | Neubau des Kirchturms                    |
| Herz Jesu in Hövelriege     | 1956–1957 | Herz Jesu                                         | Hövelhof-Riege                     | Neubau des Kirchturms                    |
|                             | 1956      | Heilig Kreuz                                      | Bad Driburg                        | Kirche des Gymnasiums Clementinum        |
| Liebfrauen in Bad Salzuflen | 1956–1959 | Liebfrauen                                        | Bad Salzuflen                      | Neubau                                   |
|                             | 1964–1968 | Staatliche Werkkunstschule Kassel an der Karlsaue | Kassel                             | Neubau mit Johannes Krahn und Jupp Ernst |